# 呂聲純
呂聲純（？—？），中江人，清朝政治人物。

## 生平
由廩貢，嘉慶十五年任鄰水縣教諭，厯署綏定府教授，宜賓教諭。是